# Chionochloa
Genre
Chionochloa  est un genre de plantes monocotylédones de la famille des Poaceae, sous-famille des Danthonioideae, originaire d'Australasie. La Chionochloa flavicans forma temata est une forme différente qui pousse sur le pic Te Mata près de Havelock North (en).
Étymologiele nom générique « Chionochloa » dérive des racines grecques  χιόνος, chionos (neige) et χλόη, chloa (herbe) en référence à l'habitat alpin de ces plantes.

## Liste d'espèces
Selon World Checklist of Selected Plant Families (WCSP) (20 avr. 2012) :
- Chionochloa acicularis Zotov (1963)
- Chionochloa antarctica (Hook.f.) Zotov (1963)
- Chionochloa australis (Buchanan) Zotov (1963)
- Chionochloa beddiei Zotov (1963)
- Chionochloa bromoides (Hook.f.) Zotov (1963)
- Chionochloa cheesemanii (Hack. ex Cheeseman) Zotov (1963)
- Chionochloa conspicua (G.Forst.) Zotov (1963)
- Chionochloa crassiuscula (Kirk) Zotov (1963)
- Chionochloa defracta Connor (1987)
- Chionochloa flavescens Zotov (1963)
- Chionochloa flavicans Zotov (1963)
- Chionochloa frigida (Vickery) Conert (1975)
- Chionochloa howensis S.W.L.Jacobs (1988)
- Chionochloa juncea Zotov (1963)
- Chionochloa lanea Connor (1987)
- Chionochloa macra Zotov (1970)
- Chionochloa nivifera Connor & K.M.Lloyd (2004)
- Chionochloa oreophila (Petrie) Zotov (1963)
- Chionochloa ovata (Buchanan) Zotov (1963)
- Chionochloa pallens Zotov (1963)
- Chionochloa rigida (Raoul) Zotov (1963)
- Chionochloa rubra Zotov (1963)
- Chionochloa spiralis Zotov (1963)
- Chionochloa teretifolia (Petrie) Zotov (1963)
- Chionochloa vireta Connor (1991)